# 施万塔勒高地

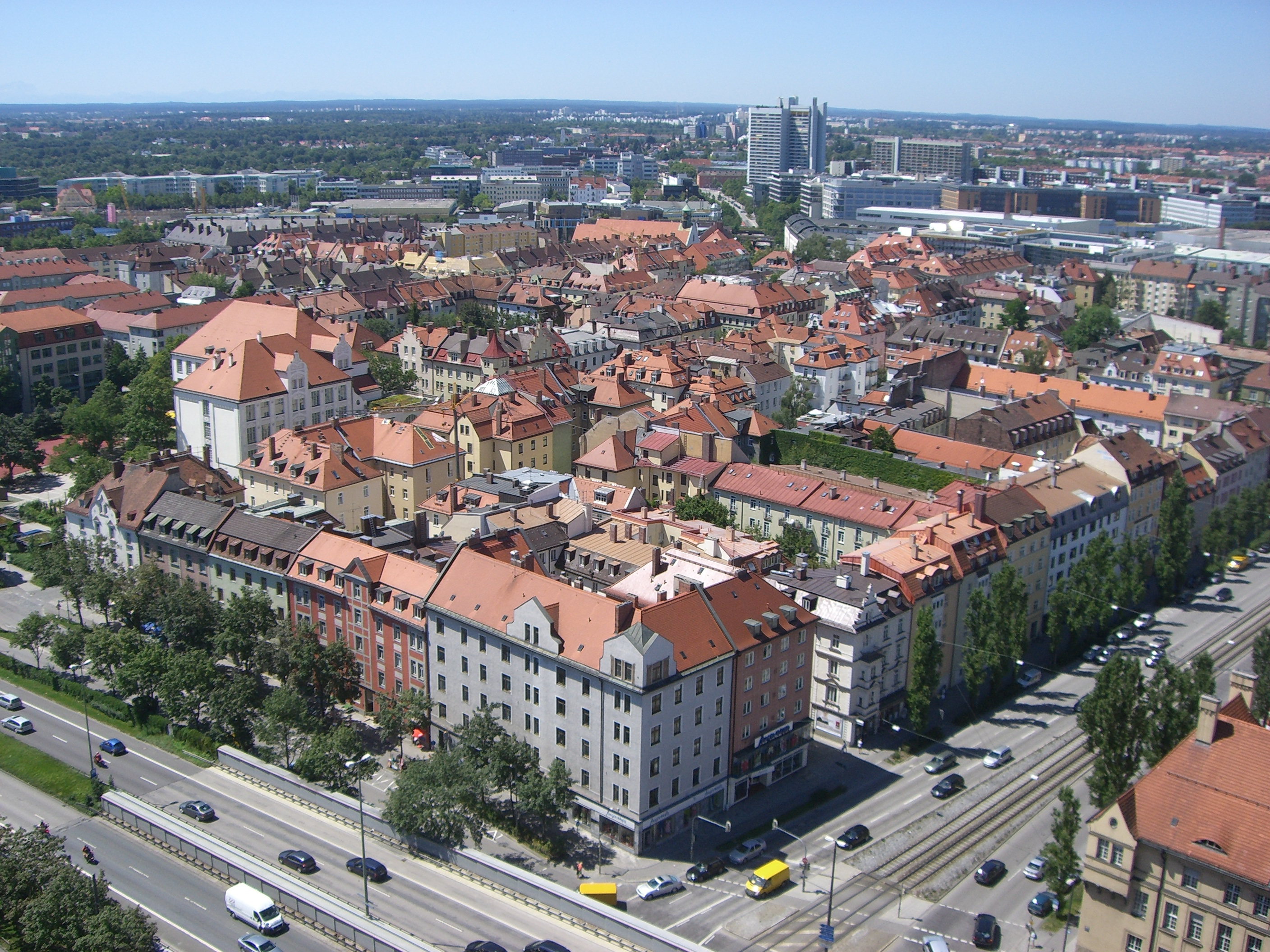
施万塔勒高地鸟瞰

施万塔勒高地（德語：Schwanthalerhöhe）是德国巴伐利亚州首府慕尼黑的市辖第8区。凭借所属的2.07平方公里面积和近30000名常住居民，使它成为慕尼黑人口密度最高的市辖区。施万塔勒高地是作为慕尼黑西部产业转移的一部分，按工人居住区进行规划，所以这里有大量的公共房屋，并且工人阶级的比例时至今日仍高于全市平均水平。

## 方位
施万塔勒高地位于慕尼黑内城西缘的伊萨尔河下游阶地上，以火车总站－帕兴和火车总站－火车东站的铁路线为界。市辖区靠近内城和略微倾斜的东侧部分（特蕾西娅高地）形成了一个通往车站社区（Bahnhofsviertel）的走廊，在其上方特蕾西娅草坪的南侧则是以前的贸易展览会用地。
与之相邻的市辖区分别是北部的诺伊豪森-宁芬堡和马克斯近郊，东部的路德维希近郊-伊萨尔近郊，南部的森德灵，以及西部的森德灵-西公园和莱姆。

## 历史及简介

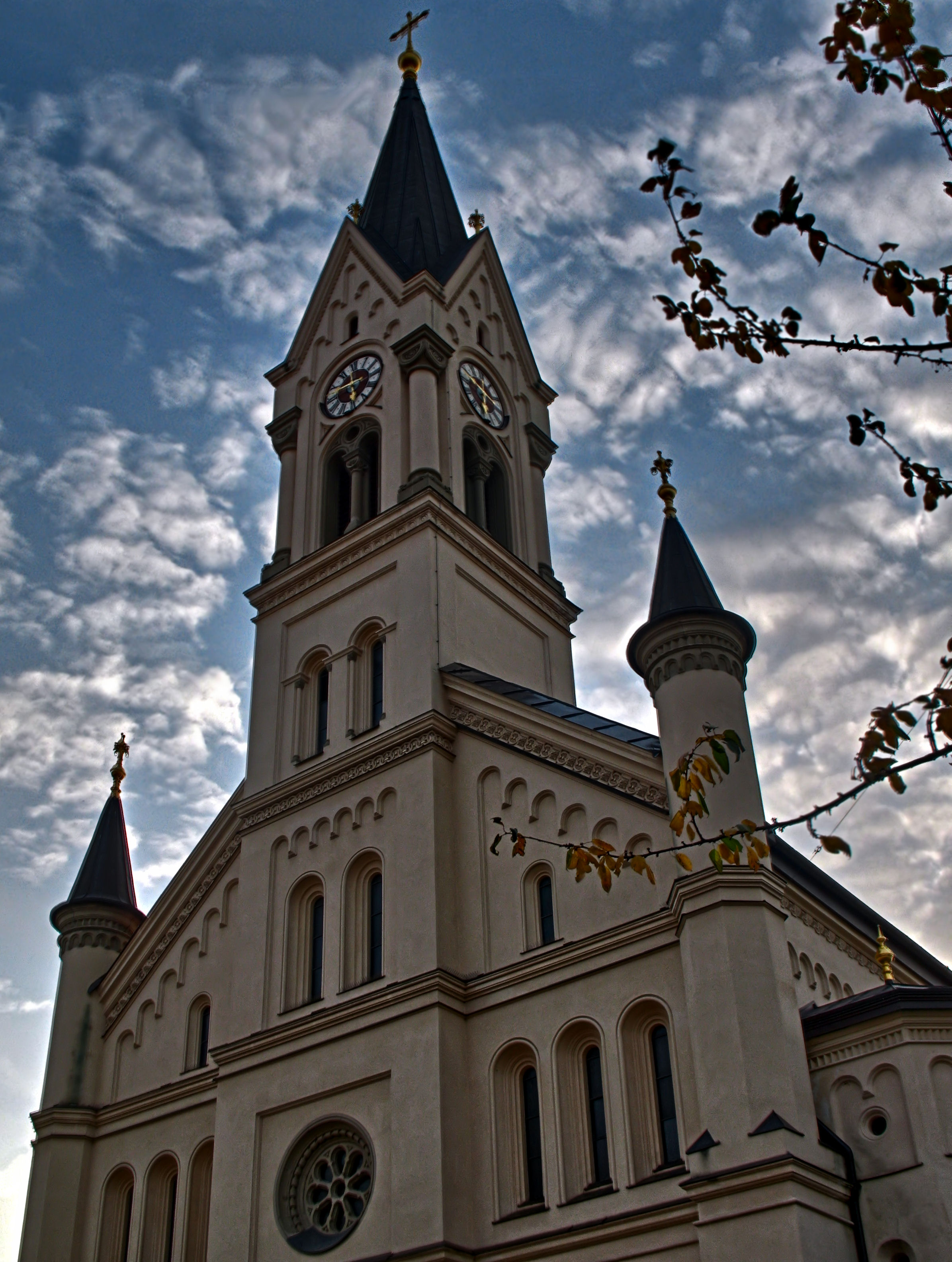
圣本笃堂 (慕尼黑)

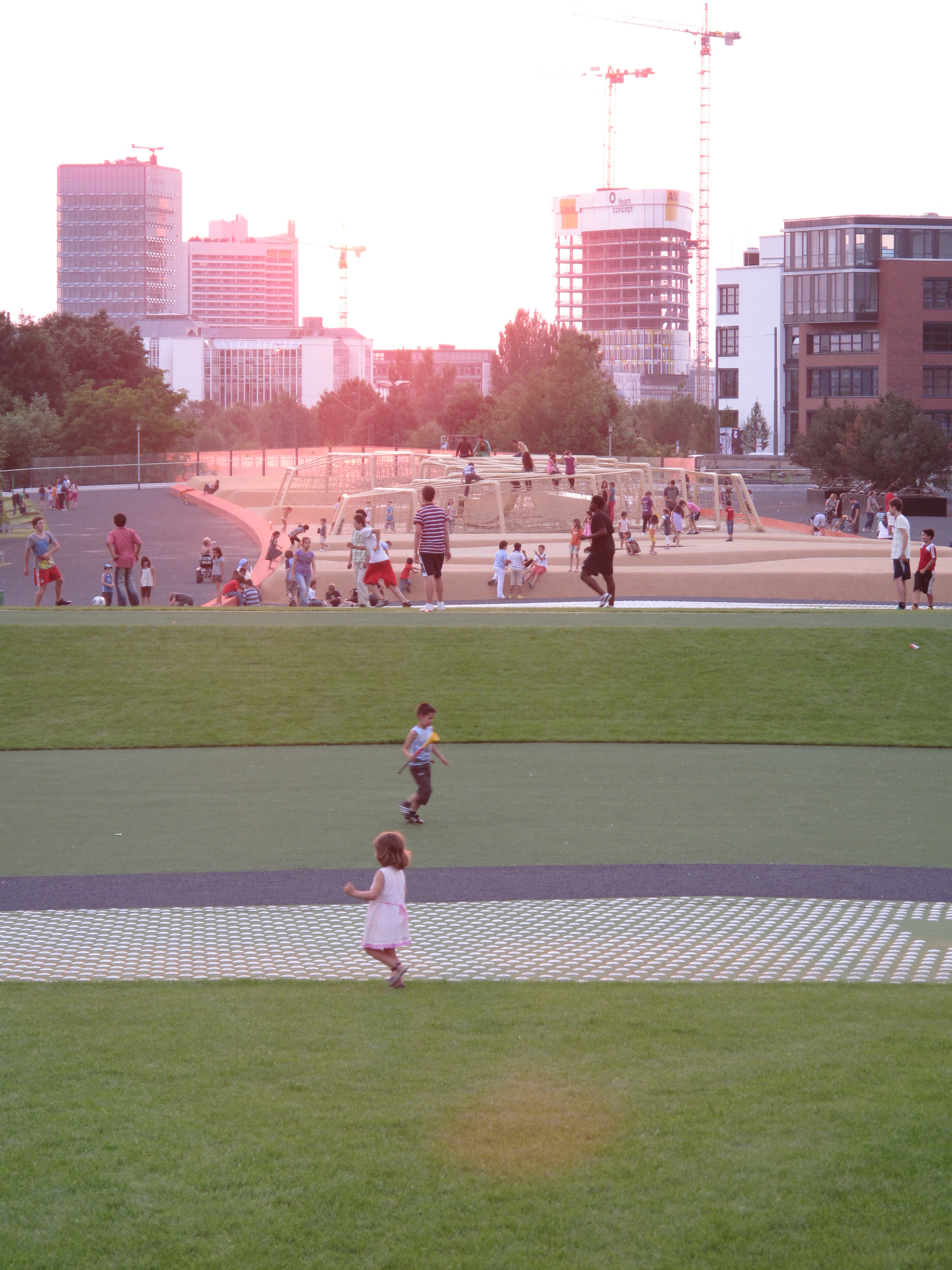
特蕾西娅高地社区广场

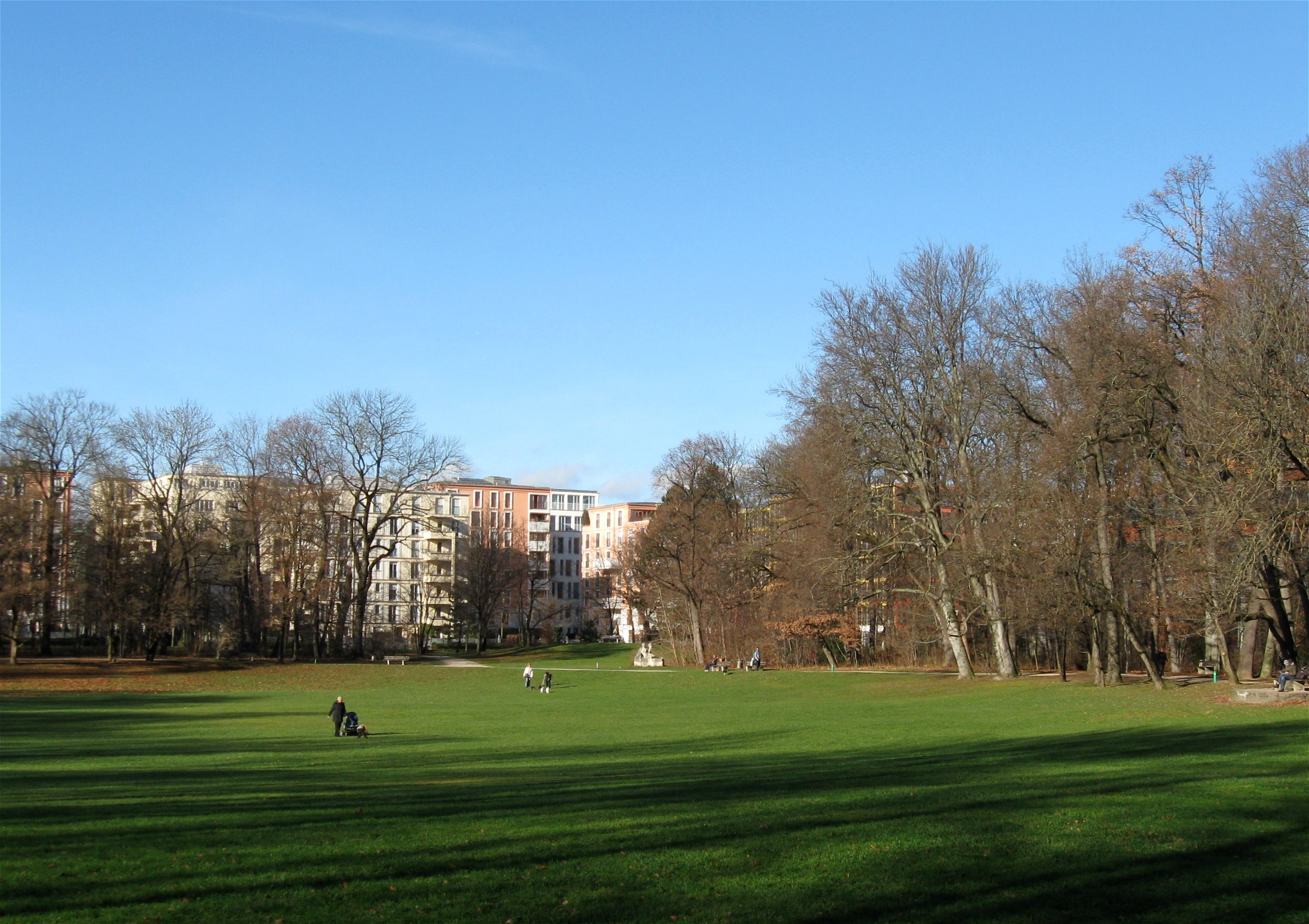
巴伐利亚公园

施万塔勒高地得名于于19世纪的雕塑家路德维希·施万塔勒，即巴伐利亚雕像的创作者。在此之前，这一地区曾被称作“森德灵高地（Sendlinger Höhe）”。它的兴起离不开自1840年代开始的工业化进程，这是通过建立带有密集单元建筑的奠基時代工人社区而形成。迄今为止，施万塔勒高地仍有近半数的建筑存量是来自1919年以前的时期。部分居住条件不佳的破旧危房已自1970年代初期进行过广泛的必要性翻新。在原梅策勒橡胶厂的厂区内至1980年代已分别建立起西区手工业作坊和慕尼黑技术中心。其结果是改变了市分区的经济结构。与此同时，社区内有三分之二的就业岗位都来自于服务业、贸易和公营机构。
区内较有特色的地点包括砖墙结构的奥古斯丁啤酒厂（慕尼黑最古老的啤酒作坊），带有巨大玻璃穹顶的前海关总署大楼，哈克桥，带有宏伟弧形玻璃幕墙的XXXLutz家具店（原卡尔施泰特），与其相邻的堆集式居住单元“混凝土山（Betongebirge）”，巴伐利亚公园，在戈利尔广场附近由特奥多·费舍尔兴建的单身宿舍，以及符合市分区特点的整套小型广场。2006年，新设计的格奥尔格·弗雷恩多费尔广场被活力之城基金会评选为德国最好的娱乐及休闲广场。
三座天主教堂，圣本笃堂（1881年）、圣鲁佩特堂（1908年）和圣母访亲堂（1934年）连同一座信义宗教堂——复活教堂（1931年）则组成了施万塔勒高地的宗教中心。
在慕尼黑展会于1998年2月搬迁至里姆后，旧的展览用地得以腾出供后续使用。那里至2004年已创建出1800个新的住房，此外还有用于商业、贸易、服务（曼海姆人寿保险行政大楼）的设施及公共需求空间。被列入文物保护单位而留存下来的新艺术风格大堂在2003年5月，作为德意志博物馆的分支——交通中心重新开放。2010年6月，全新的特蕾西娅高地社区广场也移交公众使用。
通过两条地铁线路、城市快铁和中环公路造就的良好交通连结，使得兼备中心位置和文雅风情的市分区日益成为一个受欢迎的居民区。

## 教育及文化
施万塔勒高地市分区内的旧大会堂会定期举办文化活动。德意志博物馆的交通中心也吸引了众多的参观者。而在西区希腊之家（Griechischen Haus Westend）、文化地窖（Kulturkeller）、西区文化商店（KulturLaden Westend）以及多元文化青年中心（Multikulturellen Jugendzentrum）则会找到市分区的文化活动。区立图书馆重点为不同语言的人群提供移民背景及语言学习类的书籍。

## 人口统计

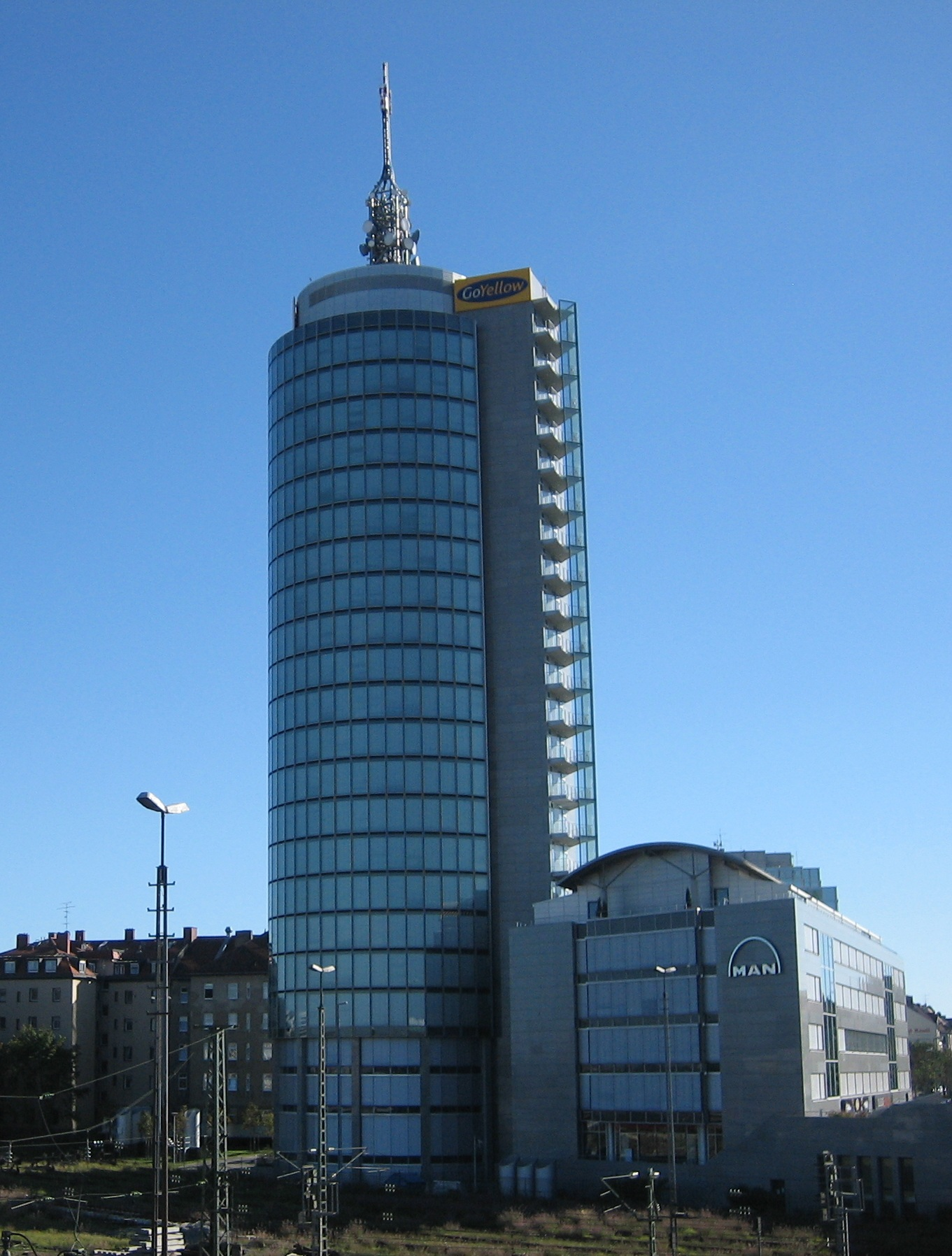
位于多纳斯贝格桥旁的慕尼黑中央塔

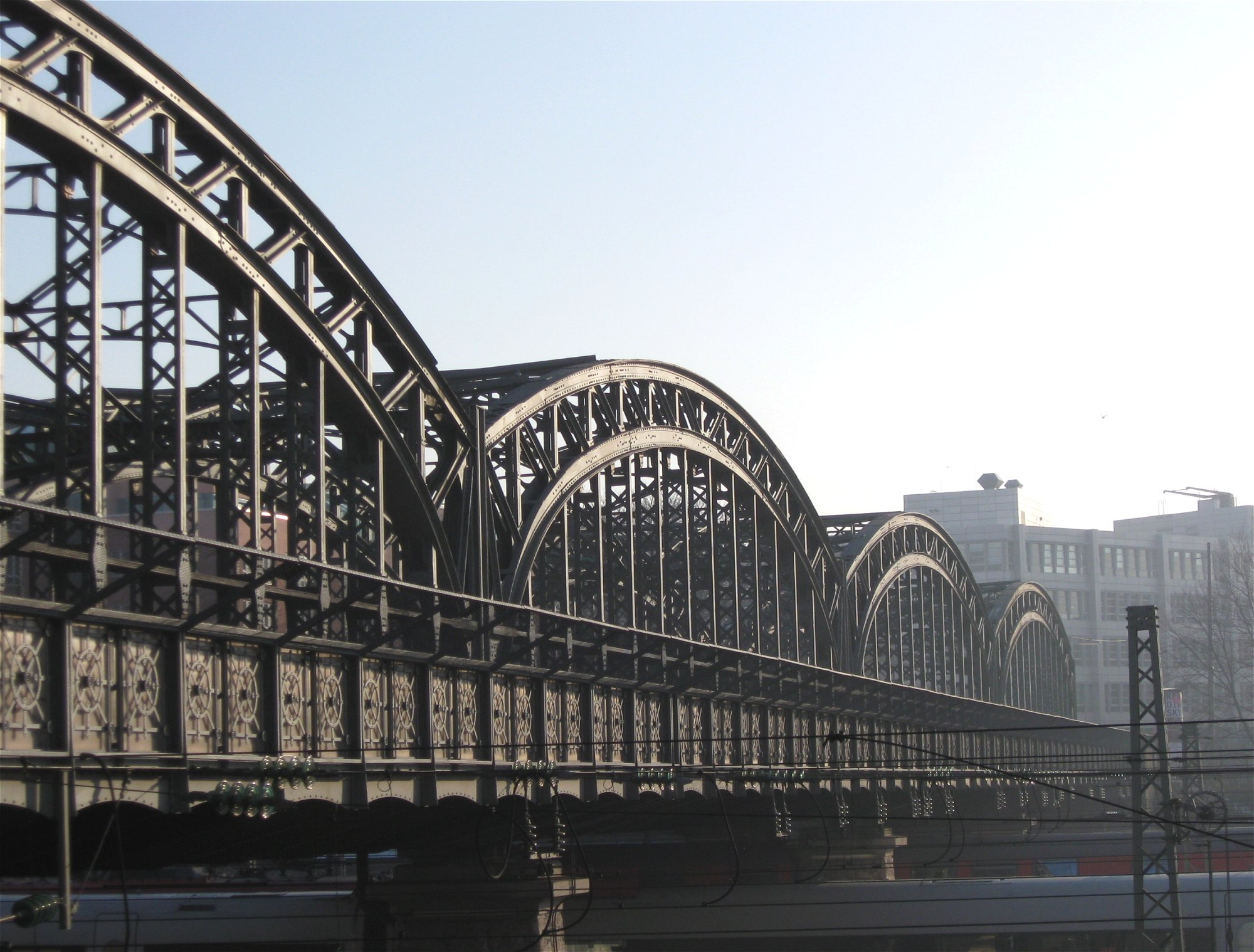
连接西区和马克斯近郊的哈克桥

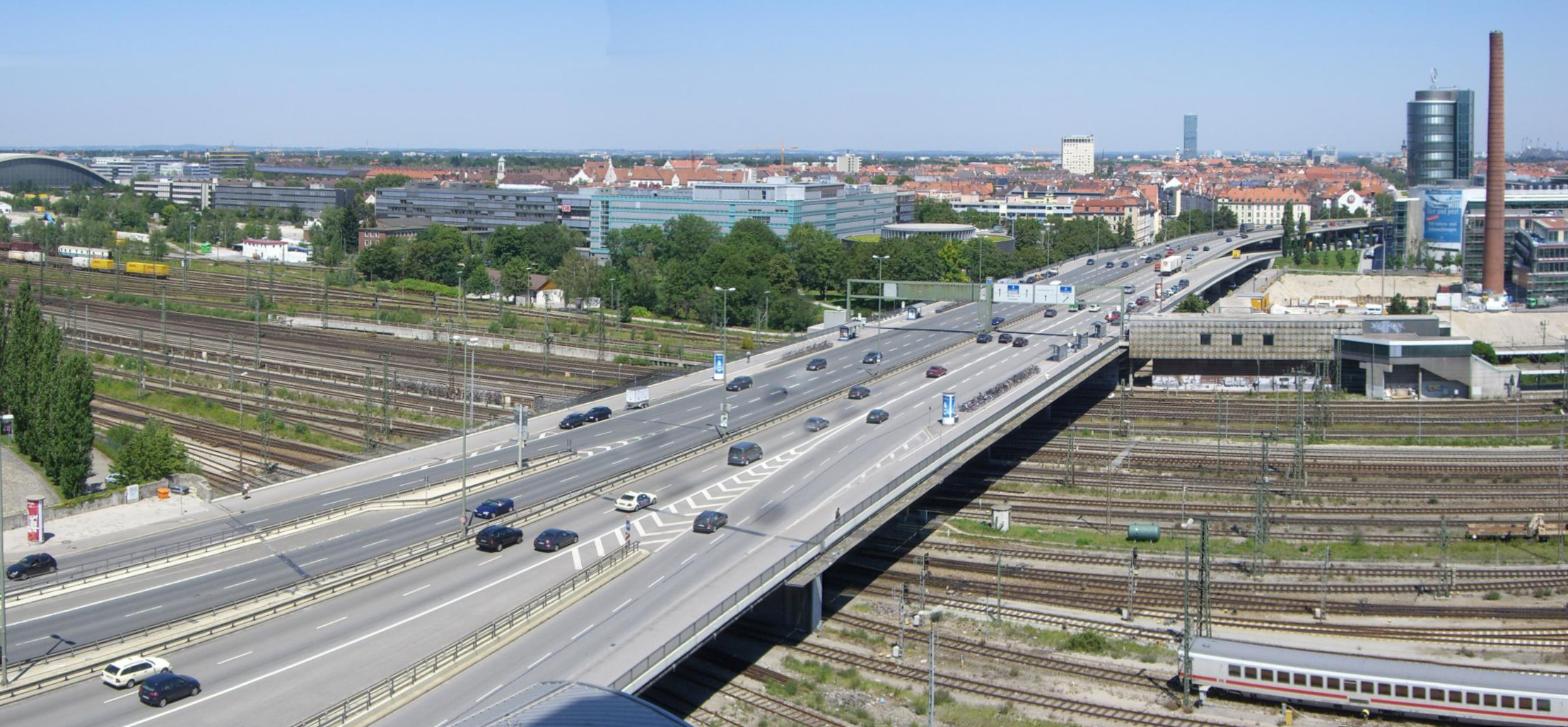
连接西区和诺伊豪森的多纳斯贝格桥

(截至每年12月31日)
| 年份 | 人口   | 外国人（比例）  | 面积 （km²） | 人口密度 （每km²） | 来源及其它数据                                  |
| ---- | ------ | --------------- | ------------ | ------------------ | ----------------------------------------------- |
| 2000 | 24,883 | 10,168 (40.9 %) | 2.0727       | 12,005             | 慕尼黑统计年鉴2001 （页面存档备份，存于） (PDF) |
| 2001 | 24,905 | 10,028 (40.3 %) | 2.0727       | 12,016             | 慕尼黑统计年鉴2002 （页面存档备份，存于） (PDF) |
| 2002 | 25,078 | 10,089 (40.2 %) | 2.0727       | 12,099             | 慕尼黑统计年鉴2003 （页面存档备份，存于） (PDF) |
| 2003 | 25,328 | 10,176 (40.2 %) | 2.0728       | 12,219             | 慕尼黑统计年鉴2004 （页面存档备份，存于） (PDF) |
| 2004 | 25,369 | 9,751 (38.4 %)  | 2.0703       | 12,254             | 慕尼黑统计年鉴2005 （页面存档备份，存于） (PDF) |
| 2005 | 25,507 | 9,644 (37.8 %)  | 2.0705       | 12,319             | 慕尼黑统计年鉴2006 （页面存档备份，存于） (PDF) |
| 2006 | 26,103 | 9,393 (36.0 %)  | 2.0702       | 12,609             | 慕尼黑统计年鉴2007 （页面存档备份，存于） (PDF) |
| 2007 | 26,877 | 9,491 (35.3 %)  | 2.0702       | 12,983             | 慕尼黑统计年鉴2008 （页面存档备份，存于） (PDF) |
| 2008 | 27,778 | 9,819 (35.3 %)  | 2.0702       | 13,418             | 慕尼黑统计年鉴2009 （页面存档备份，存于） (PDF) |
| 2009 | 27,814 | 9,358 (33.6 %)  | 2.0702       | 13,435             | 慕尼黑统计年鉴2010 （页面存档备份，存于） (PDF) |
| 2010 | 28,004 | 9,286 (33.2 %)  | 2.0702       | 13,527             | 慕尼黑统计年鉴2011 （页面存档备份，存于） (PDF) |
| 2011 | 28,678 | 9,603 (33.5 %)  | 2.0702       | 13,853             | 慕尼黑统计年鉴2012 （页面存档备份，存于） (PDF) |
| 2012 | 29,402 | 9,814 (33.4 %)  | 2.0702       | 14,202             | 慕尼黑统计年鉴2013 （页面存档备份，存于） (PDF) |
| 2013 | 29,663 | 9,974 (33.6 %)  | 2.0702       | 14,329             | 慕尼黑统计年鉴2014 （页面存档备份，存于） (PDF) |
| 2014 | 30,083 | 10,230 (34.0 %) | 2.0702       | 14,531             | 慕尼黑统计年鉴2015 （页面存档备份，存于） (PDF) |

## 政治
施万塔勒高地上一次的区议会选举是在2014年3月16日。其议席分配如下：社民党7席、绿党6席、基社盟3席以及自民党1席。在施万塔勒高地共21240名符合投票资格的居民中，有8087人行使了自己的表决权，选民投票率约为38.1%。